# Gropa (1495 m)
Gropa (ukr. Ґропа) – szczyt górski w pasmie Połoniny Czerwonej (Krasnej) zlokalizowany w rejonie tiaczowskim ukraińskiego obwodu zakarpackiego.

## Geografia
Szczyt zlokalizowany jest w środkowej części głównego grzbietu Połoniny Czerwonej. Wznosi się na wysokość 1495 m n.p.m., przy wybitności wynoszącej 111 m i izolacji równej 2 km. od północy sąsiaduje z najwyższym szczytem pasma – Syhłańskim (także jako Ruża, wierzchołek południowo-wschodni, 1564 lub 1568 m n.p.m.). Oba szczyty oddzielone są nienazwaną kopą (ok. 1435 m n.p.m.) oraz przełęczą o wysokości ok. 1375 m n.p.m. Na południe od Gropy, na jej nieznacznie niższym przedwierzchołku grzbiet skręca na wschód i dalej na południowy wschód, opadając na przełęcz o wysokości ok. 1255 m n.p.m. Stamtąd stromo wspina się na Prysłop (1464 m n.p.m.) i dalej na Klimową (1492 m n.p.m.). Z wierzchołka Gropy odbijają także krótkie odnogi ku zachodowi (zakończona wierzchołkiem bocznym Wydnoha, 1120 m n.p.m.) i południu (Koniowo, 1318 m n.p.m.). 
Góra znajduje się też bezpośrednio nad przysiółkiem Ruśka Mokra (na północny wschód od szczytu), gdzie do Mokrianki uchodzi bezimienny potok wypływający pod wierzchołkiem Gropy. Po przeciwnej stronie grzbietu zbocza odwadniają potoki Szczerbaniw (od zachodu) i Mocałyn (od południa) – wszystkie wymienione cieki znajdują się w dorzeczu Tereswy.
Panorama z Gropy składa się z kilku planów. Najbliżej widoczne są okoliczne szczyty Połoniny Czerwonej: Menczuł, Topas, dwa wierzchołki Syhłańskiego, Klimowa. W większej odległości dostrzec można Połoninę Borżawską (Stoj, Magura Żydowska, Kuk; na północnym zachodzie), Gorgany (od Strymby na północy, przez Mołodę, Parenki, Popadię, Petros, Ihrowiec, Sywulę, Wedmeżyk, Durnię, Gropę, Bratkowską po Czarną Klewę na wschodzie). Dalej widok obejmuje najwyższe wierzchołki Świdowca (Trojaska, Tatulska, Geryszaska, Bliźnica) i Czarnohory (Howerla, Brebeneskuł; na wschodzie). W oddali na południowym wschodzie można zauważyć szczyty Karpat Marmaroskich (Neniska Wełyka, Pietros Budyjowski, Farcăul, Petros, Pop Iwan), Gór Rodniańskich (Pietrosul Rodnei) czy Gór Țibleș (Bran). Na zachodzie i północnym zachodzie na ostatnim planie dostrzegalne są sylwetki pasm Wielkiego Działu (Bużora) i Syniaka (Dunawka).

## Ekologia i turystyka
Gropa znajduje się przy granicy obszaru z listy światowego dziedzictwa UNESCO pn. Pradawne i pierwotne lasy bukowe Karpat i innych regionów Europy oraz Karpackiego Rezerwatu Biosfery (Uholsko-Szyrokołużański Masyw Ochronny).
Przez główny grzbiet Połoniny Czerwonej przebiega znakowany tym samym kolorem Zakarpacki Szlak Turystyczny z Kołoczawy do Ust-Czornej.

## Nazwa
Nazwy Ґропа (Gropa) czy wariantowo Ґрофа (Grofa) historycznie oznaczały pastwiska górskie, połoniny. Słowo wywodzi się od indoeuropejskiego członu *grep- (urwisko, zbocze).